# دير باتالها
دير باتالها (البرتغالية:Mosteiro da Batalha ) تعني حرفياً (دير المعركة)؛ هو دير دومينيكاني يقع في أبرشية باتالها المدنية بمنطقة ليريا الواقعة بالأقليم الأوسط البرتغالي يعرف رسمياً بـ دير سانت ماريا دي فيتوريا (البرتغالية: Mosteiro de Santa Maria da Vitória)؛ شُيّد تخليداً لذكرى معركة ألجوباروتا في 1385، سيكونُ بمثابة مكان لدفن أفراد من السّلالة أفيس الحاكمة في القرن الخامس عشر، يُعتبر واحداً من أروع العمارة القوطية المتأخرة، مع تداخُل من العمارة المانويلية المحلية.

## التاريخ
تم بناء الدّير باعتبار شكر مريم العذراء على انتصار البرتغاليين في معركة ألجوباروتا على قشتالة عام 1385، بحيث أن جواو الأول ملك البرتغال استطاع وضع حداً لـ أزمة 1383-1385.
إستغرق الأمر أكثر من قرن على البناء، وبدأ العمل منذ عام 1386 وانتهى حوالي عام 1517 والتي تمتد خلال فترة حكم سبعة ملوك، واستغرق الأمر جهود خمسةَ عشر من المُهندسين المعماريّين.
زلزال لشبونة الذي وقع في عام 1755 فعل بعض الضرر عليه، ولكن لحقت أضرارًا أكبر بكثير من قِبل قُوات نابليون من قِبل المارشال ماسينا والذي نهب وأضرم النار في مُجمّع في عام 1810 و1811، وعندما طردوا الدومينيكان من المُجمع في عام 1834 تم التخلي عن الكنيسة والدير وتُرك ليسقط في حالة خراب.
في عام 1840 بدأ الملك فرناندو الثاني ملك البرتغال في برنامج ترميم الدير المهجور والمُدمَّر وإصلاح هذه الجوهرة من العِمارة القوطية واستعادتها، وقد استمرت حتى السنوات الأولى من القرن العشرين، وكان قد أُعلن عنه نصب تذكاري وطني في عام 1907، وفي عام 1980 تم تحويل الدير إلى متحف.
تم إضافة دير باتالها في عام 1983 من قِبل منظمة اليونسكو على قائمة مواقع التراث العالمي من خلال دورتها السابعة.

## معرض الصور

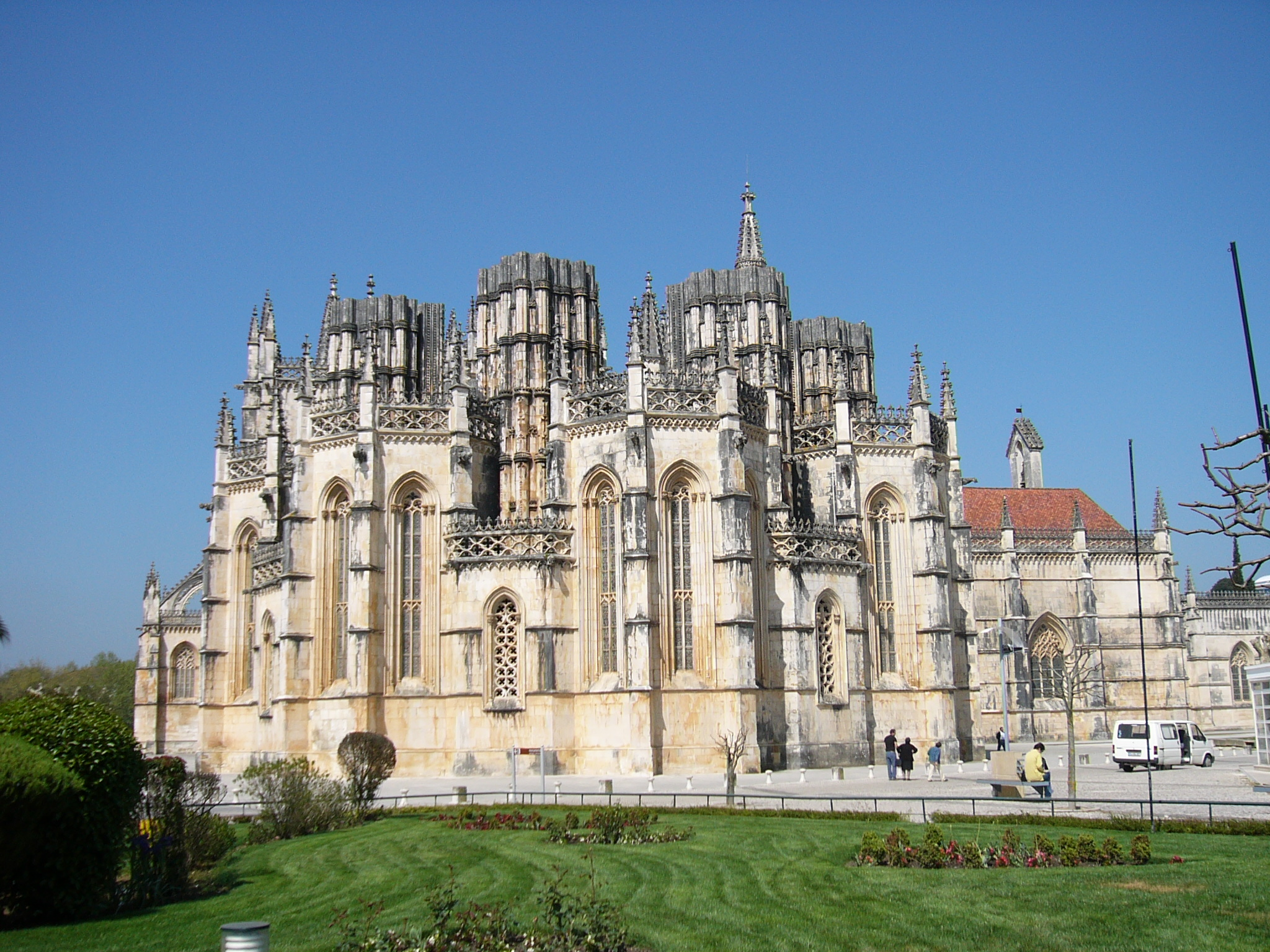
دير سانتا ماريا دي فيتوريا من الخارج
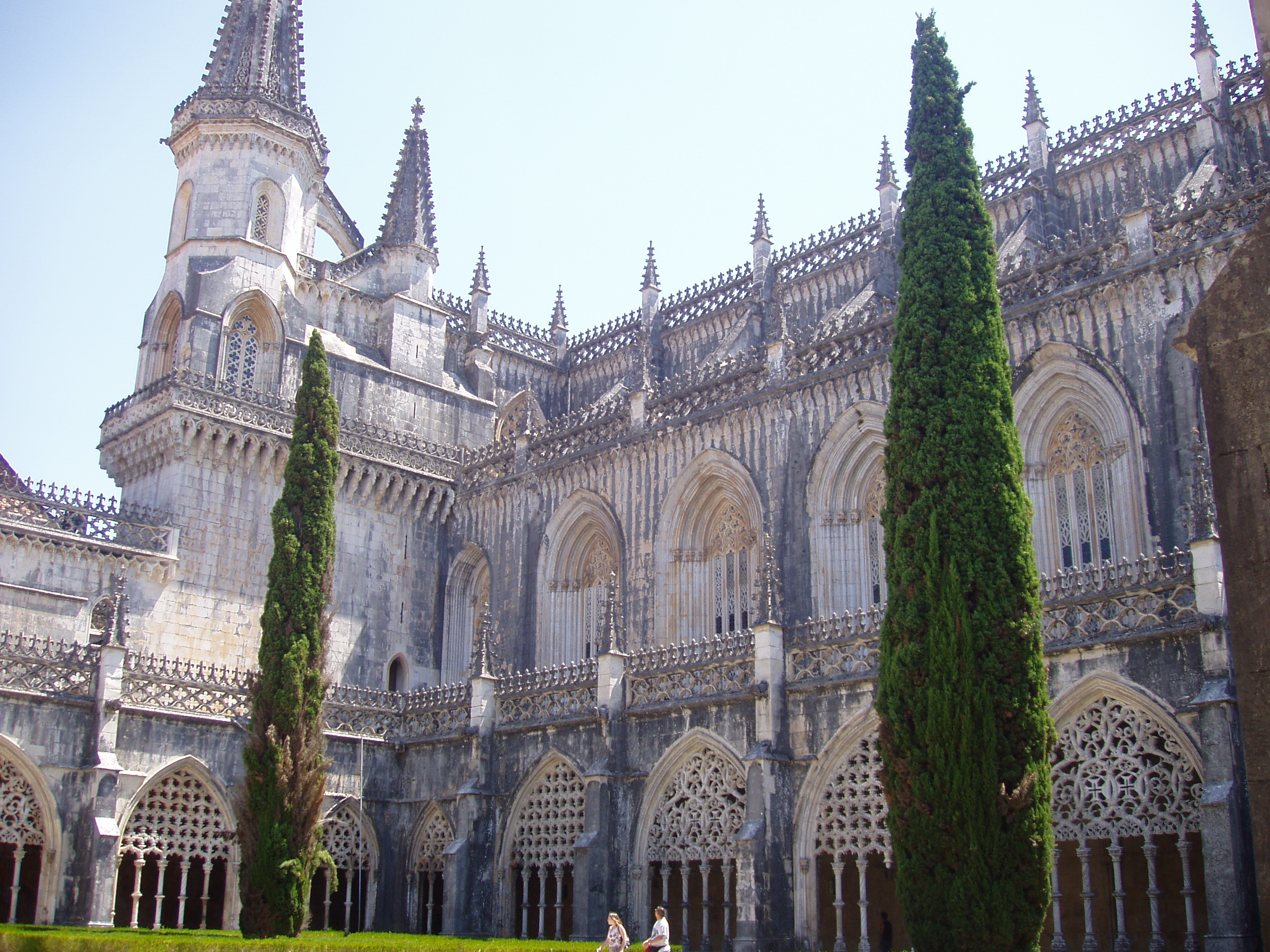
قاعة الدير
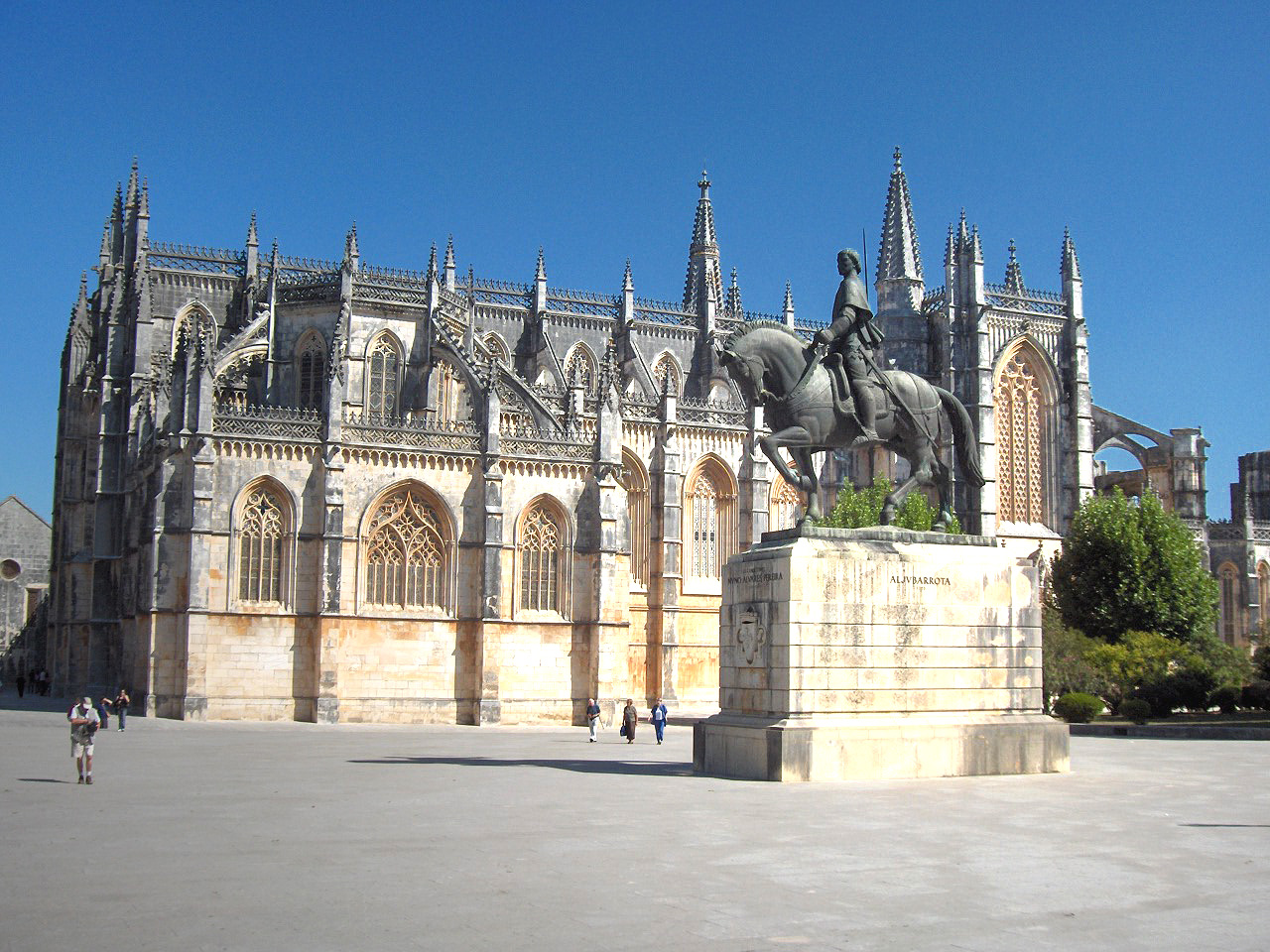
عرض للدير بجانب تمثال نونو ألفاريز بيريرا
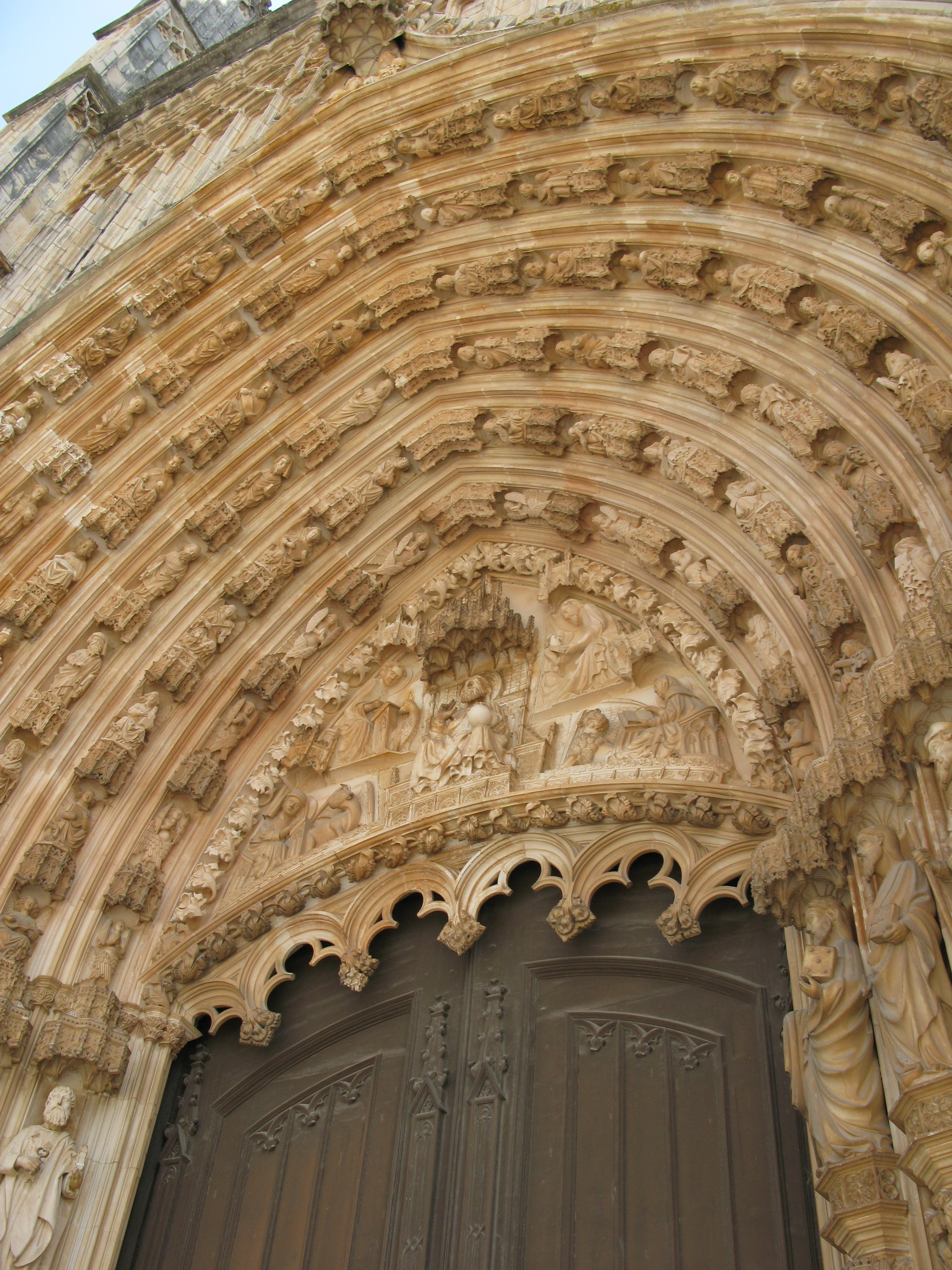
تفاصيل البوابة الرئيسيّة للدير
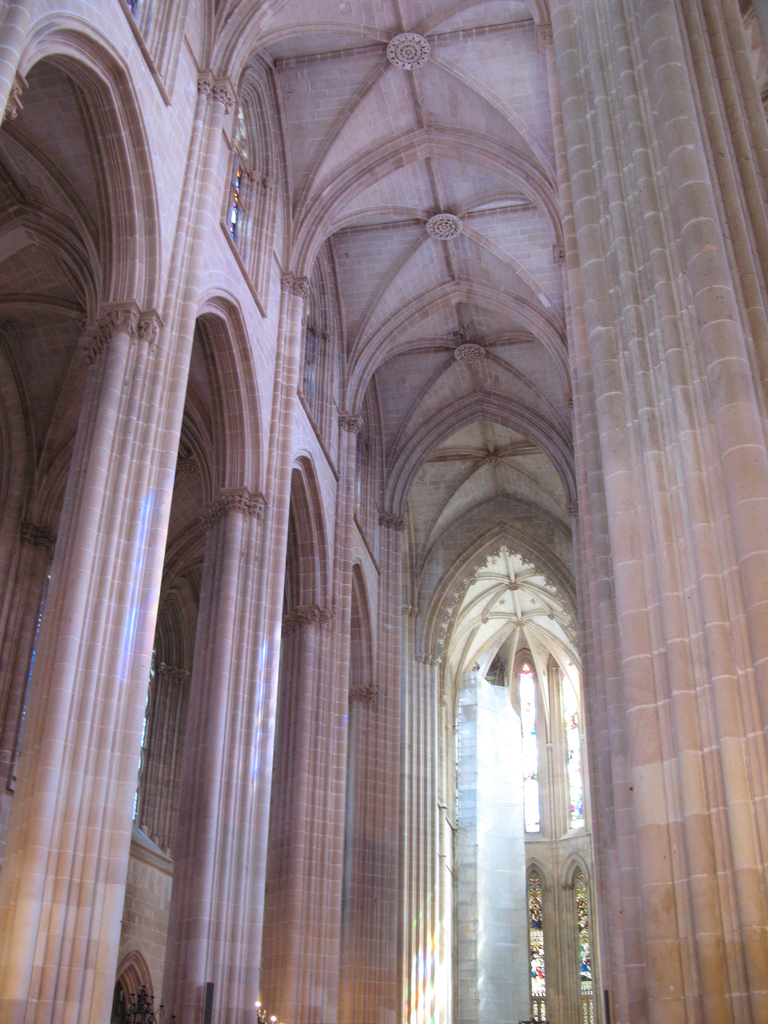
صحن الكنيسة وجوف
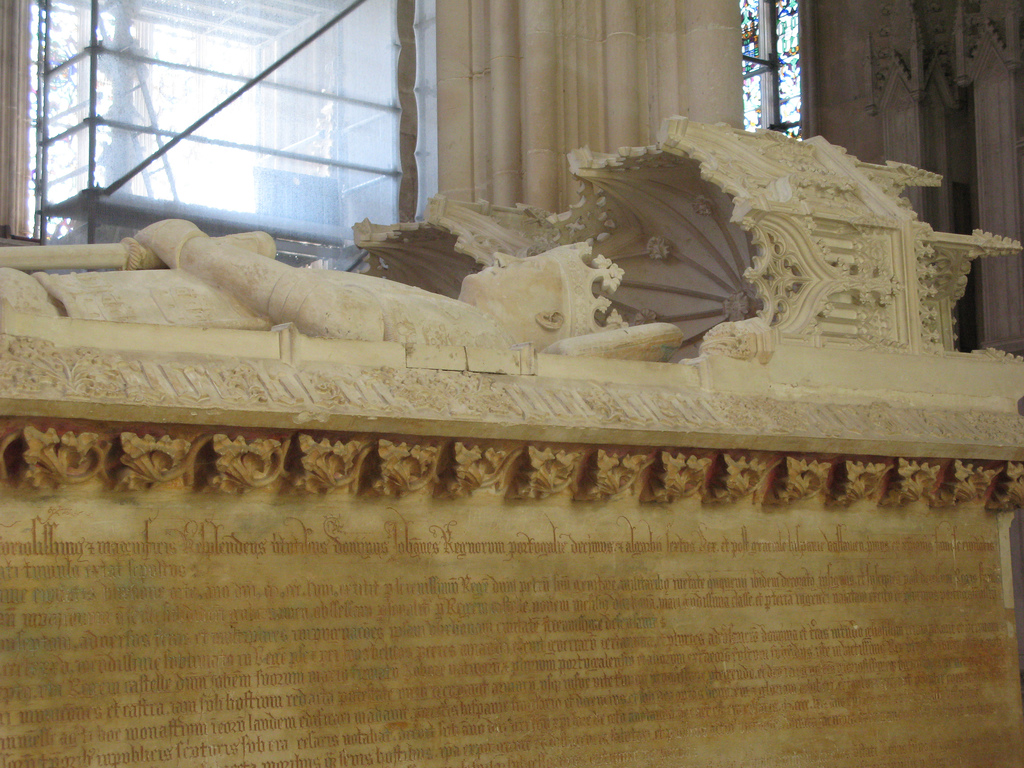
قبر جواو الأول وفيليبا
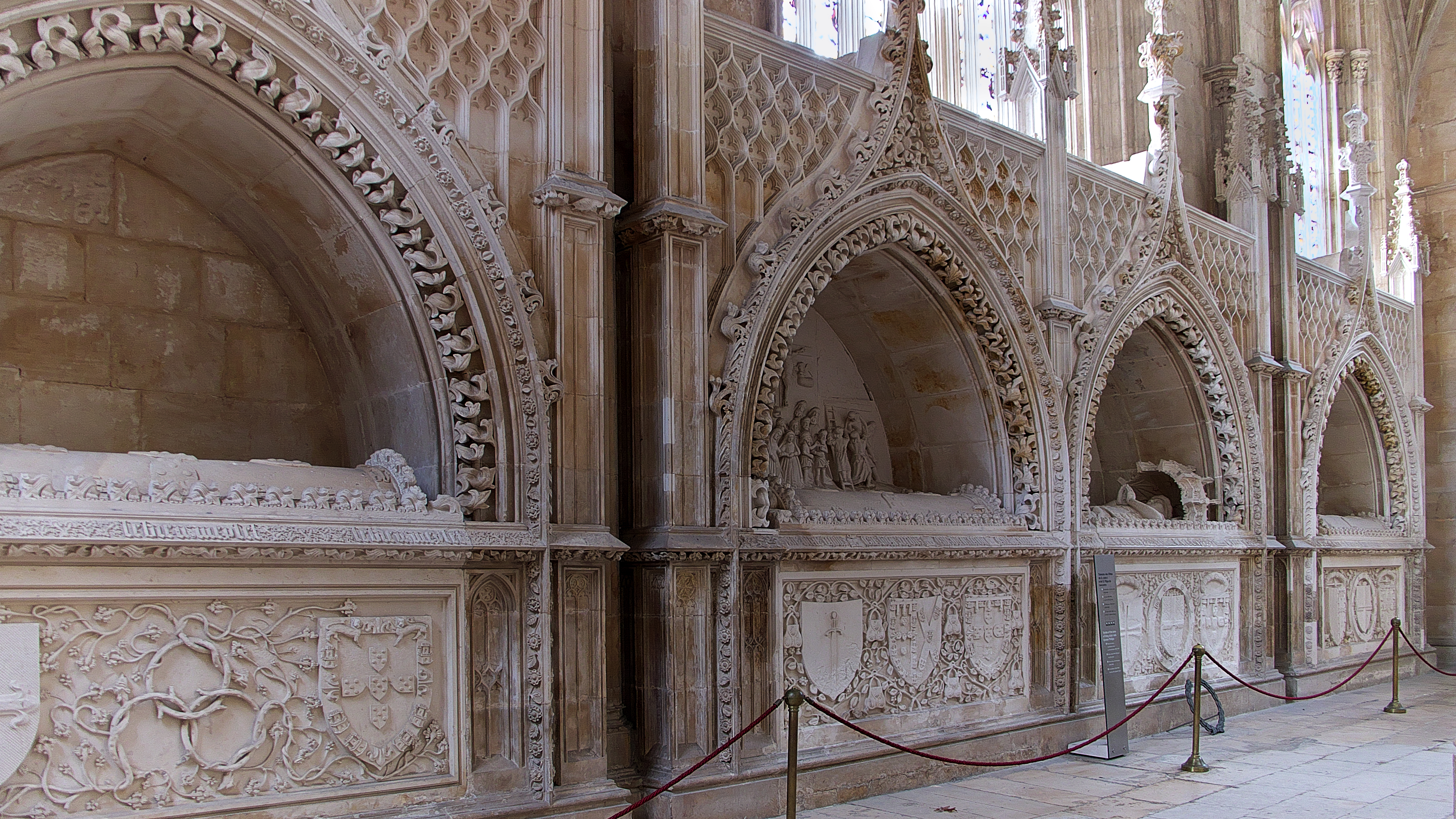
قبر إنفانتون الجيل المبجل (من اليسار إلى اليمين) فرناندو وجواو وإنريكه وبيدرو
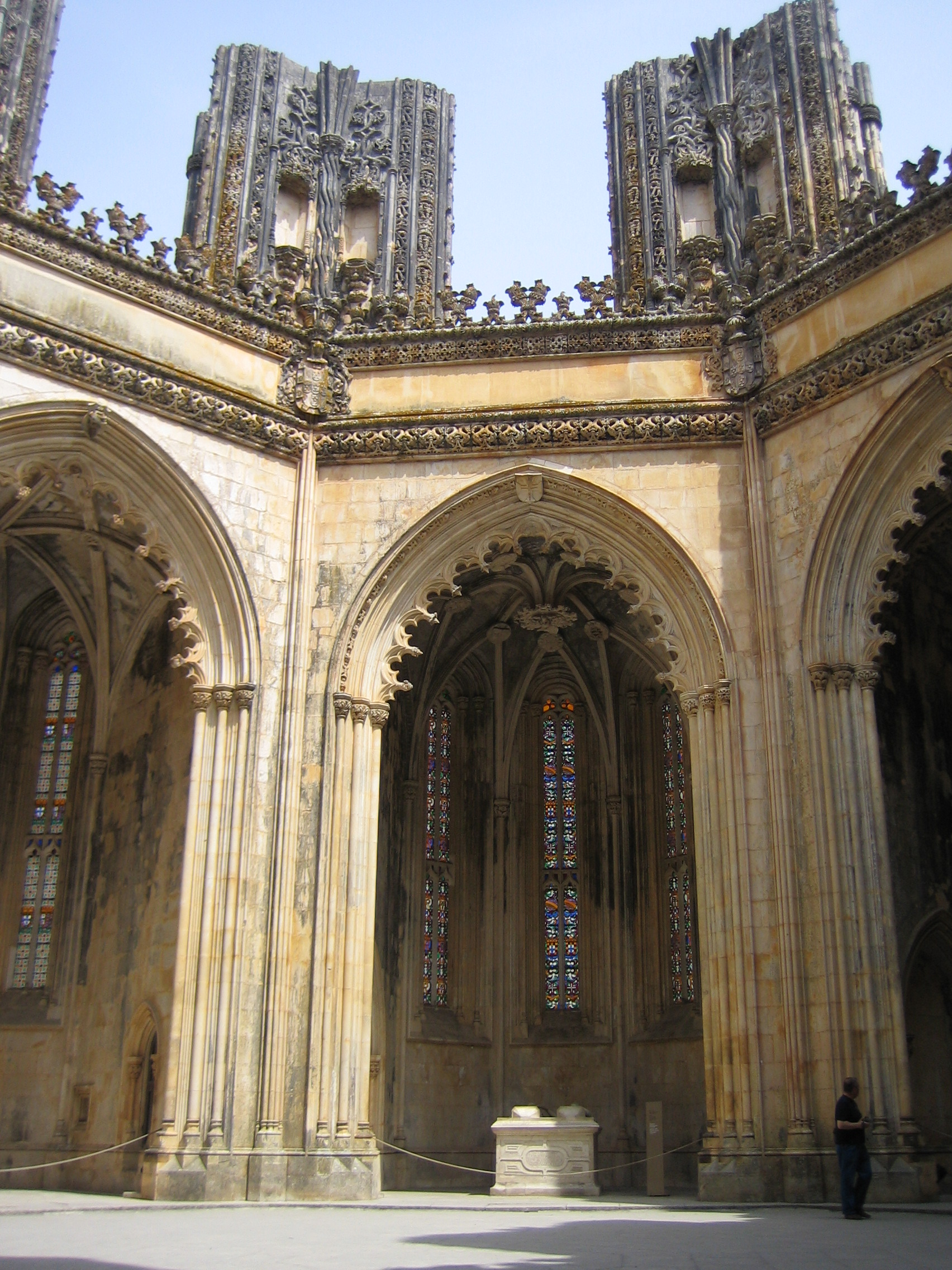
المصليات التي لم تكتمل
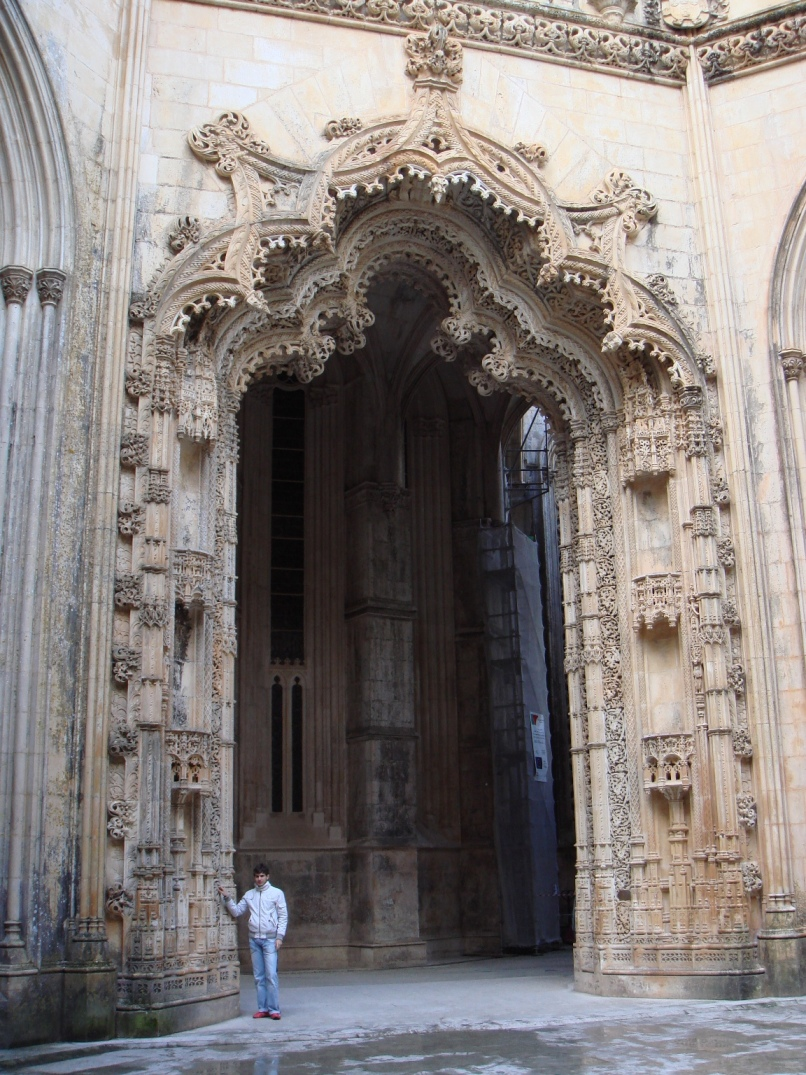
بوابة المصليات التي لم تكتمل
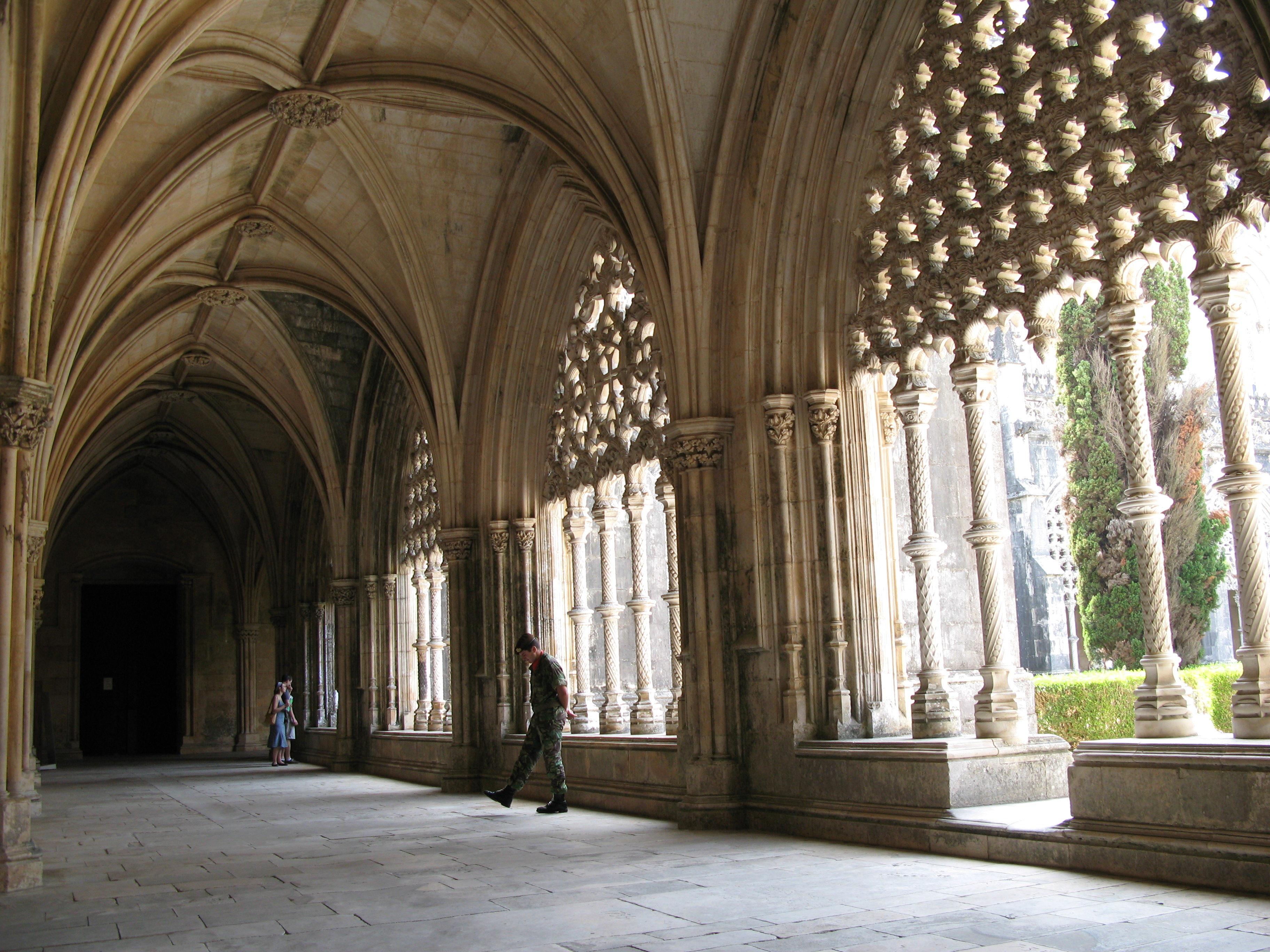
أديرة جواو الأول
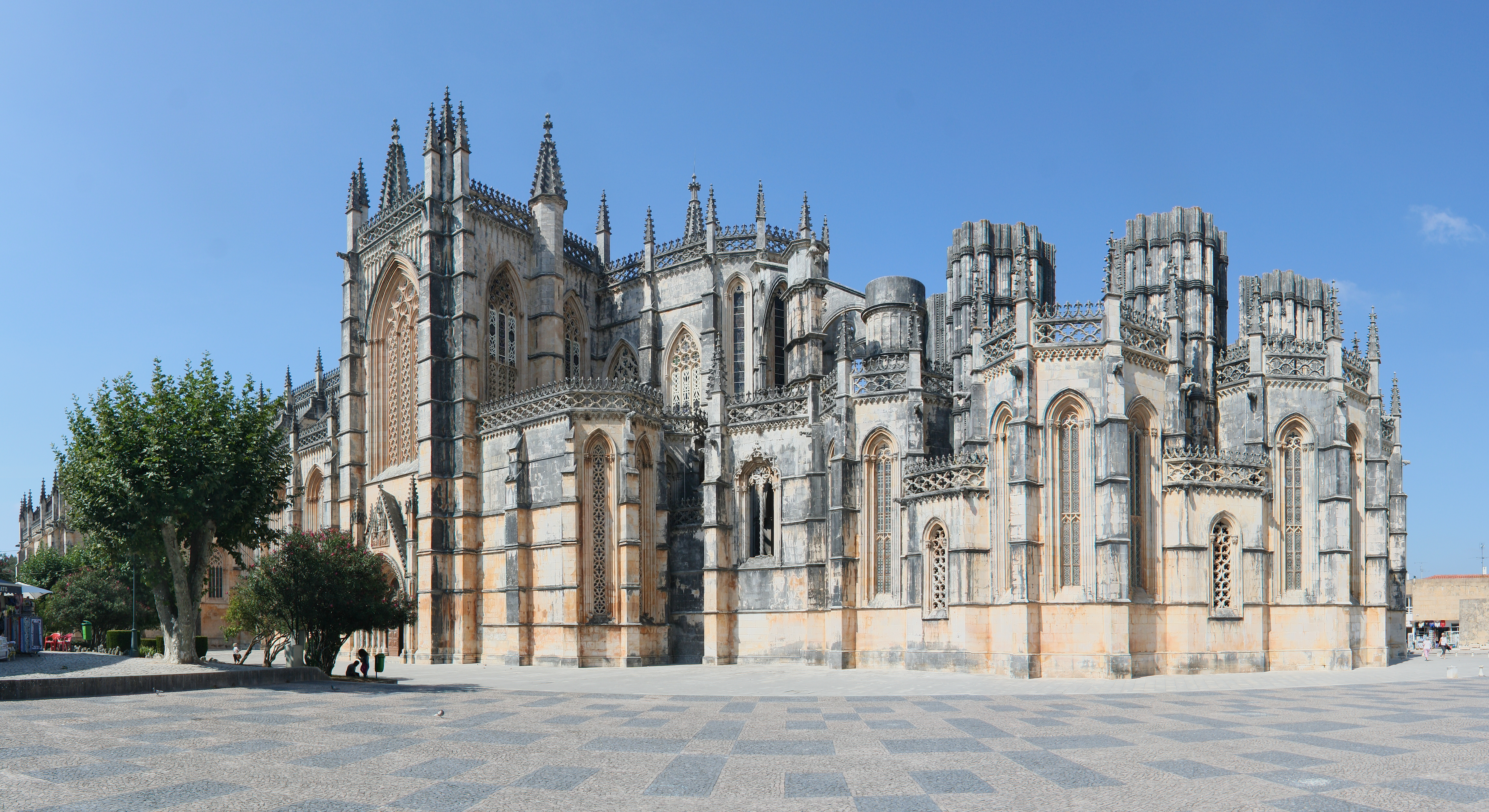
دير باتالها من الخارج